# FF Sport Nova Cruz
FF Sport Nova Cruz é um clube brasileiro de futebol da cidade de Pilar, localizada no estado de Alagoas.

## História
Originalmente fundado como Francisco Ferro Sport Futebol Clube (conhecido apenas por FF Sport) e sediado em Maceió, capital de Alagoas. Foi fundado em 01 de Janeiro de 2009, mas se profissionalizou apenas em 2011, visando a disputa da Segunda Divisão alagoana daquele ano. Como não possuía estádio próprio, mandava os jogos no Estádio Gerson Amaral, em Coruripe.
É um clube-empresa comandado por Francisco Ferro, ex-presidente do CSA e que deu seu nome à agremiação. As cores do time são verde, branco e preto.
Em 2011, mudou de sede para Coruripe, mandando suas partidas no Estádio Gerson Amaral.
Em 2013, mudou para Porto Real do Colégio, usando o nome FF Sports Colegiense, passando a jogar no Estádio Deputado Adalberto Cavalcante. 
Em 2016, mudou-se para Igaci, fez parceria com o Igaci Futebol Clube e passou a usar o nome de FF Sports Igaci Football Club, mais conhecido como FF Sports Igaci.[carece de fontes?] Em 2017, o clube chegou a apresentar interesse em disputar a Segunda Divisão, mas desistiu logo depois.
Em 2018, mudou-se para a cidade de Porto Calvo, usando o nome FF Sports Portocalvense Football Club (mais conhecido como FF Sports Porto Calvense), passando a jogar no Estádio Pedrosão. 
A partir de 2019, mudou novamente de sede, indo para Viçosa, usando o nome FF Sport Viçosense. Mandou os jogos no Estádio Senador Teotônio Vilela. Em 2020, obteve a melhor campanha da história do clube, sendo vice-campeão da Segunda Divisão alagoana, perdendo para o Desportivo Aliança na final por 4 a 1.
Em 2021, o clube firmou uma parceria junto ao licenciado Comercial de Viçosa, onde o FF Sport utilizou o nome fantasia FF Comercial, para a disputa da Segunda Divisão Alagoana. . O clube foi eliminado nas semifinais pelo Zumbi, de União dos Palmares.
Em janeiro de 2022, deixa Viçosa e muda novamente de sede, indo para Atalaia, passando a se chamar FF Sport Atalaiense, após parceria com a Secretaria de Esportes daquele município. Apesar de jogar na mesma cidade e estádio do Sport Club Santo Antônio, o Atalaiense não tem nenhum vinculo com o clube existente. 
Em maio de 2022, deixa Atalaia e muda de sede, indo para Pilar, passando a se chamar FF Sport Nova Cruz. 
O clube disputa a Copa Alagoas (torneio que dá vaga à Série D e garante seletiva para a Copa do Brasil) e no segundo semestre de 2022 a Segunda Divisão alagoana.

## Desempenho em competições

### Campeonato Alagoano - 2ª divisão
| Ano  | Posição                             |
| 2011 | 8º                                  |
| 2013 | 8º (como Colegiense)                |
| 2016 | 5º (como FF Igaci)                  |
| 2018 | 3º (como Portocalvense)             |
| 2019 | 4º (como Sport Viçosense)           |
| 2020 | Vice-campeão (como Sport Viçosense) |
| 2021 | 4º (como FF Comercial)              |